# Slovenská sporiteľňa
Slovenská sporiteľňa er en slovakisk bank, der har hovedsæde i Bratislava. De har over 2 mio. kunder og over 400 filialer.
I 2001 blev det et datterselskab til Erste Group.